# بونتياك (زعيم قبيلة)
بونتياك (بالإنجليزية: Pontiac)‏ (؟ 1720 - 20 أبريل 1769)، زعيم هندي أمريكي مشهور، خلال ستينيات القرن الثامن عشر، ورئيس قبيلة أوتاوا. حاول بونتياك توحيد القبائل في منطقة البحيرات العظمى وفي واديي أوهايو والمسيسيبي من أجل الإبقاء على هيمنة الهنود على هذه المناطق.

## الحرب الفرنسية الهندية (1754- 1763)
قاد بونتياك قبيلته في القتال إلى جانب الفرنسيين ضد البريطانيين. غير أنه عارض مطالبة كل من الجانبين بملكية الأراضي الواقعة غربي جبال أليغني. وبعد أن حقق البريطانيون انتصارات كبرى على الفرنسيين في عام 1760 أرسلوا قوة صغيرة للاستيلاء على الحصون الفرنسية المهجورة بالقرب من البحيرات العظمى. وسمح بونتياك للبريطانيين بالمرور عبر المنطقة. غير أنه وضع خططًا مع القبائل الأخرى في المنطقة للهجوم على تلك المراكز بعد أن تلقى وعودًا بالمساعدة من المسؤولين والتجار الفرنسيين.
وفي ربيع عام 1763 استولت القبائل على تسعة حصون بريطانية فيما أصبحت تعرف بعد ذلك بحرب بونتياك. وقاد بونتياك الهجوم على حصن بونتشارترين في المنطقة التي تُعرف الآن باسم دترويت. وحاصر بونتياك هذا المركز نحو خمسة أشهر. غير أن فرنسا لم ترسل أية مساعدة لبونتياك وقواته، ومن ثم عجز الهنود عن مواصلة الحرب لنقص الإمدادات من البنادق والذخيرة.
وربما يكون بونتياك قد ولد في شمالي أوهايو بالولايات المتحدة الأمريكية، وأصبح قسيسًا على مجموعة نصرانية تُسمى ميديويون، أو جمعية القوة السحرية الكبرى. ووافق بونتياك كاهنًا هنديًا كان يدعو بأن يكف الهنود عن جميع أنواع التعامل التجاري مع البيض من بني البشر. ولقي بونتياك مصرعه بطريقة غامضة في مركز ديني هندي في كاهوكيا بولاية إلينوي.